# ゲオルギー・ウシャコフ
ゲオルギー・ウシャコフ (ロシア語: Георгий Алексеевич Ушаков)とは、ソビエト連邦の北極探検家。

## 経歴・人物
ウシャコフは4人の北極探検家と共にセヴェルナヤ・ゼムリャ諸島を探検し、それが諸島であることを証明した。1950年に地理学の博士号を授与され、その栄誉を称えられた。